# Menoniți

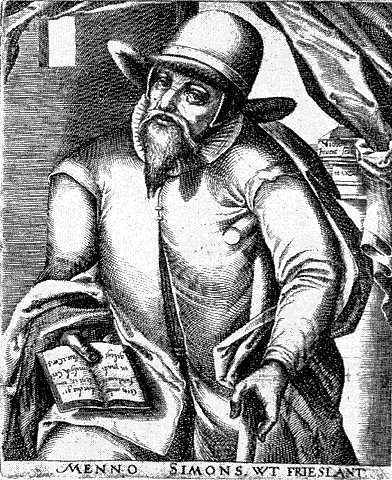
en

Menoniții sunt un cult religios protestant care a apărut în Frizia în Olanda în secolul al XVl-lea.
Menoniții se trag din Anabaptism, o mișcare a cărei membri insistă pe botezul adulților și neagă valabilitatea botezului sugarilor. În 1536 un fost pastor frizian, Menno Simons (1496-1561), a devenit anabaptist și a adunat membrii cultului din nordul Europei în congregații care au luat numele lui. Cultul era puternic susținut de către Olanda și Elveția, unde menoniții au devenit ținta persecuțiilor catolice. Mulți au fost alungați din casele lor în secolul al XVI-lea și au fugit în S.U.A, unde s-au stabilit în principal în Pennsylvania, Ohio și în Vestul Mijlociu.
În Transilvania s-au numit hutteri și au fost cu timpul asimilați.
În societatea contemporană din secolul al XXI-lea, menoniții fie sunt descriși doar ca denominație religioasă cu membri de origini etnice diferite, fie ca un grup etnic și o denominație religioasă. Există o controversă între menoniți despre această problemă, în timp ce unii insistă că ei sunt pur și simplu un grup religios, în timp ce alții susțin că formează un grup etnic distinct. Istoricii și sociologii au început din ce în ce mai mult să trateze pe menoniți ca pe un grup etno-religios, în timp ce alții au început să conteste această percepție.
În 2006, cultul avea 1,5 milioane de membri, cei mai mulți fiind în Canada, Republica Democrată Congo și SUA.